# ساختار شبکه جی‌اس‌ام

## مقدمه
GSM یک اختصار پذیرفته شده برای استاندارد «سیستم بین‌المللی ارتباطات همراه» محسوب می‌شود که در اصل
از عبارتی فرانسوی گرفته شده است و همانندPALM و Mobiletex GPRS, HICAP از محبوبترین و رایجترین استانداردهای تلفن همراه در سراسر دنیا به‌شمار می‌رود.
این استاندارد در حال حاضر توسط بیش از ۲ میلیارد نفر در ۲۱۲ کشور استفاده می‌شود که در نوع خود یک رقم باورنکردنی است و باعث می‌شود تا کاربران با استفاده از قابلیت Roaming یا امکان حضور همزمان در دو نقطهٔ متفاوت ارتباطی، بتوانند از گوشی همراه خود در هر شهر و کشوری استفاده کنند. این استاندارد با نمونه‌های مشابه قبلی خود تفاوت‌هایی عمده دارد و از جملهٔ آن‌ها می‌توان به کیفیت دیجیتالی برقراری مکالمات با تلفن همراه اشاره کرد که به عبارتی یک سیستم نسل دوم تلفن همراه تلقی می‌شود.
از دیدگاه اکثر مصرف‌کنندگان و کاربران، مزیت اصلی و عمدهٔ GSM در افزایش کیفیت برقراری تماس‌های تلفنی و همچنین کاهش نرخ مکالمات و نیز سرویس‌های جانبی مثل پیام کوتاه یا SMS است.
همچنین از دید اپراتورهای شبکه، مزیت و برتری این استاندارد، امکان به‌کارگیری لوازم و تجهیزات جانبی گوشی‌های همراه با مارک‌های مختلف در یک مجموعه است چرا که طراحی باز این استاندارد به عملکرد چندوجهی ارتباطی کاربر کمک می‌کند.

## تاریخچهٔ GSM
گسترش گوشی‌های سلولی تلفن همراه در اوایل دههٔ هشتاد میلادی در اروپا، رو به زوال نهاد. عدم وجود استانداردسازی‌های
تکنولوژیکی، سران اجلاس وزرای ارتباطات و فناوری اطلاعات کشورهای اروپایی را در سال ۱۹۸۲ با هدف توسعهٔ یک استاندارد واحد برای گوشی‌های همراه که در سراسر قاره، قابل استفاده باشد، وادار ساخت تا به ساخت گروه ویژهٔ تلفن همراه (GSM) مبادرت ورزند.

## معماری شبکه GSM
شبکه GSM یک سیستم ارتباطی سلولی دیجیتال است که با ایده سلولی کردن منطقه جغرافیایی و استفاده مجدد از فرکانس ۱ و GSM شبکه
پوشش دادن منطقه جغرافیایی به وسیلهٔ سلول‌ها شروع بکارکرد.شبکه سلولی سیار را به علت اینکه مشترکین تلفن‌های متحرک معمولأ در خشکی از آن استفاده می‌کنند شبکه عمومی زمینی سیار PLMN می‌نامند.
سلول
سلول کوچکترین محدوده پوششی در شبکه موبایل است و به وسیلهٔ پوشش رادیویی یک سکتور BTS مشخص می‌شود و روش تقسیم سلولی و تعیین شعاع سلول‌ها بستگی به شرایط جغرافی ایی منطقه تحت پوشش و در نظر گرفتن ساختمان‌ها و موانع مصنوعی، قدرت فرستنده، بهره آنتن و نوع آن و حساسیت گیرنده دارد و معمولأ برای پوشش رادیویی هر سلول از آنتن‌های سکتورایز استفاده می‌کنند.
شبکه GSM به ۴ قسمت اصلی تقسیم می‌شود که عبارتنداز: واحد سیار MS
زیر سیستم ایستگاه ثابت BSS
زیر سیستم سوئیچینگ و شبکه NSS
زیر سیستم نگهداری و پشتیبانی OSS
اینترفیسهایی(Interface)بین قسمت‌های مختلف شبکه GSM عبارتند از :
اینترفیس A بین BSC و MSC
اینترفیس Abis بین BTS و BSC
اینترفیس Um یا Air بین Air BTS و MS
MS (واحد سیار)
MS شامل دو قسمت اصلی است.
‐ترمینال موبایل (ME)
‐سیم کارت یا ماژول شناسایی مشترک (SIM)
مشترک به وسیلهٔ گوشی (MS)قادر است مکالمه و سرویس‌های دیتا را انجام دهد ME به وسیله IMEI شناسایی می‌شود. و کد IMSI برای SIM جهت شناسایی مشترک بکار می‌رود.

## BSS
این قسمت وظیفه رادیویی سیستم را بعهده داشته‌است و ارتباط رادیویی MSها را کنترل می‌کند BSS از دو قسمت BTS و BSC تشکیل شده‌است و اینترفیس Abis را بین BTS و BSC و همچنین اینترفیس A را بین MSC و BSC بکار می‌گیرد.

## BTS
BTS مسئول تبادل امواج رادیویی با واحد سیار و همچنین مسئول تبادل و کنترل اطلاعات با BSC است. یک BTS شامل فرستنده وگیرنده‌های مستقلی است که ارتباط هوایی و رادیویی را با واحد سیار به وجود می‌آورد و BTS کوچکترین واحد تأمین‌کننده سرویس در شبکه رادیویی سیار است که به وسیلهٔ امواج رادیویی می‌تواند منطقه معینی از شبکه را که سلول نامیده می‌شود تحت پوشش قراردهد و هر BTS با توجه به چگالی مشترکین در سلول می‌تواند از یک تا شش TRX آرایش شود. معمولاً برای هر BTS با توجه به طراحی پوششی برای آن منطقه می‌توان ۳ سکتور در نظر گرفت.
وظایف عمده BTS عبارتند از :
- اجرای پرش فرکانسی
- رمزنگاری و رمزگشایی اطلاعات روی مسیر رادیویی
- گزارش کیفیت کانال ترافیکی خالی
- ارسال مستقیم اندازه گیری‌های توان MS به سمت BSC
- عمل همزمانی بینذ MSها و BTS مربوطه
- آشکار سازی قطار پالس‌های دسترسی تصادفی رسیده از MSهای مختلف
- تطبیق نرخ بیت و اجرای کدگذاری انتقال

## BSC
BSC دربخش رادیویی شبکه GSM قرار دارد و وظایف اصلی BSC عبارتند از :
مدیریت شبکه رادیویی
مدیریت BTSها
ایجاد ارتباط باMS
مدیریت شبکه انتقال
برقراری ارتباط با MSC و MS
BSC برای ارتباط با BTS از لینک‌های سرعت بالا(E۱ یا ۱ T)روی اینترفیس Abis استفاده می‌کند. برای سازگاری نرخ اطلاعات بین دو MSC و BSC واحدی به نام TRAU اطلاعات ۱۶kbps را به ۶۴kbps و برعکس تبدیل می‌کند.

## NSS(زیرسیستم سوئیچینگ وشبکه)
وظیفه اصلی بخش NSS مدیریت بر برقراری ارتباط بین مشترکین موبایل با هم و با مشترک‌های دیگر از قبیل ISDN وتلفن ثابت است و قسمت‌های اصلی آن عبارتند از :
AUC، EIR، VLR، HLR، GMSC، MSC

## MSC(مرکز سوئیچینگ موبایل)
قسمت اصلی زیر سیستم شبکه، مرکز سوئیچینگ موبایل MSC است.
وظیفه سوئیچینگ بر عهده MSC است و به وسیله لینک E۱ با شبکه‌های ثابت و دیتا ارتباط برقرارمی‌کند و نرخ تبادل اطلاعاتی kpbs ۶۴، MSC است و وظایف اصلی ان عبارتنداز :
‐بروز کردن مکان مشترک
‐ثبت و شناسایی مشترک
‐مسیر یابی مکالمه و سوئیچینگ و کنترل مکالمات
‐مدیریت منابع رادیویی و Handoverهای بین BSCها
فهرست اختصارات:
GSM: Global System for mobile
FR:Frequency Reuse
PLMN: Public Land Mobile Network
MS:Mobile Station
BSS:Base Station Subsystem
NSS: Network Switching Subsystem
OSS:Operation and Support Subsystem
BSC: Base Station Controller
BTS: Base Tranciver system
ME: Mobile Equipment
SIM: Subscriber Identity Module
IMEI: International Mobile Equipment Identity
IMSI: International Mobile Subscriber Identity
TRAU: Transcoder Rate Aduption Unit
PSTN: Public Switching Telephony Network
MSC: Mobile Switching Center
GMSC : Gateway Mobile Switching Center
HLR: Home Location Register
VLR: Visitor Location Register
EIR: Equipment Identity Register